# Superbruger
|  | For software-brugertypen, se Superbruger (software) |
En superbruger har en formelt eller uformel rolle som bindeled mellem en it-afdeling og brugerne. Superbrugeren har en lokal supportfunktion i form af, at hjælpe og rådgive sine kolleger i forbindelse med teknologi-anvendelse, med primært fokus på læring af konkrete anvendelsesmuligheder. Det at have superbrugere bygger på erkendelsen af, at integration og anvendelse af informations- og kommunikationsteknologi ikke kun er en teknisk problemstilling, men at det i høj grad også handler om organisatorisk forandring og læring.

En superbruger er én der er interesseret i og har erfaring med et specifikt it-program. De tekniske kompetencer spiller på den måde en rolle, men det er lige så vigtigt at superbrugeren har nogle gode kommunikative kompetencer, og at han/hun kan lide at lære fra sig og har glæde ved at se sine kolleger udvikle sig. 

Superbrugeren modtager typisk proaktiv hjælp eller særlig uddannelse fra it-afdelingen og superbrugeren får i samarbejdet med it-afdelingen ofte særlig indflydelse på, hvordan programmerne skal anvendes.

Den støtte som superbrugerne giver, er særlig relevant i forbindelse med indføring af ny teknologi, hvor der ofte sker en markant ændring af arbejdspraksis. Men idet teknologi og arbejdspraksis gradvist ændrer sig, er den kontinuerlige støtte på arbejdspladsen ligeledes vigtig. Derfor må superbrugerne sørge for konstant at holde sig opdaterede inden for deres felt.

Det er meget vigtigt at superbrugeren bibeholder et ben i hver lejr, og ikke distancerer sig fra den lokale arbejdspraksis for på den måde at udvikle sig til ”superekspert”. Det lokale tilhørsforhold og integrationen i det daglige arbejde er yderst centralt for superbrugeren, idet han/hun kun på den måde er i stand til at bygge bro mellem sin tekniske snilde mm. og det konkrete arbejdsområde.